# Dysgonia torrida
Dysgonia torrida är en fjärilsart som beskrevs av Achille Guenée 1852. Dysgonia torrida ingår i släktet Dysgonia och familjen nattflyn. Inga underarter finns listade i Catalogue of Life.

## Bildgalleri

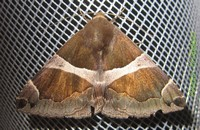